# Titularbistum Volturnum
Volturnum ist ein Titularbistum der römisch-katholischen Kirche.
Es geht zurück auf ein untergegangenes Bistum mit dem Bischofssitz in der antiken Stadt Volturnum in Kampanien.
| Titularbischöfe von Volturnum |                                                     |                                                             |                  |                  |
| Nr.                           | Name                                                | Amt                                                         | von              | bis              |
| 1                             | Joseph Schröffer Titularerzbischof pro hac vice     | Sekretär der Kongregation für das Katholische Bildungswesen | 2. Januar 1968   | 24. Mai 1976     |
| 2                             | Giuseppe Ferraioli Titularerzbischof pro hac vice   | Apostolischer Nuntius                                       | 31. Mai 1976     | 31. Januar 2000  |
| 3                             | Fernando Filoni Titularerzbischof pro hac vice      | Apostolischer Nuntius                                       | 17. Januar 2001  | 18. Februar 2012 |
| 4                             | Angelo Vincenzo Zani Titularerzbischof pro hac vice | Kurienerzbischof                                            | 9. November 2012 |                  |